# 九品十八階
九品十八阶，中国北魏、宋朝神宗以后、元朝、明朝、清朝，朝鲜王朝，越南阮朝，琉球国第二尚氏王朝的官员等级制度。
北魏把官员级别分为九品，每一品有正从之分，分为九品十八阶。北魏孝文帝以后，品阶有上下之分。所以出现了九品六十階和九品三十階的情况。宋神宗元丰改制，取消上下之分，定为九品十八階。朝鲜王朝，越南阮朝，琉球国第二尚氏王朝沿用明清制度，也是规定九品十八阶。
九品十八階內容如下：
- 正一品 從一品
- 正二品 從二品
- 正三品 從三品
- 正四品 從四品
- 正五品 從五品
- 正六品 從六品
- 正七品 從七品
- 正八品 從八品
- 正九品 從九品